# Збірна Португалії з футболу
Збірна Португалії з футболу (порт. Seleção Portuguesa de Futebol) — національна збірна команда, що представляє Португалію на міжнародних змаганнях з футболу. Підпорядковується Португальській футбольній федерації.
Станом на 28 листопада 2024 посідає 6-e місце у рейтингу футбольних збірних світу.

## Досягнення
Господарі       Переможці       Фіналісти       Третє місце       Четверте місце  

### Кубок Світу
| Чемпіонати світу з футболу | Чемпіонати світу з футболу | Чемпіонати світу з футболу | Чемпіонати світу з футболу | Чемпіонати світу з футболу | Чемпіонати світу з футболу | Чемпіонати світу з футболу | Чемпіонати світу з футболу | Чемпіонати світу з футболу |              | кваліфікація | кваліфікація | кваліфікація | кваліфікація | кваліфікація | кваліфікація | кваліфікація |
| Рік                        | Раунд                      | Місце                      | І                          | В                          | Н                          | П                          | М+                         | М-                         | Місце        | І            | В            | Н            | П            | М+           | М-           |              |
| -------------------------- | -------------------------- | -------------------------- | -------------------------- | -------------------------- | -------------------------- | -------------------------- | -------------------------- | -------------------------- | ------------ | ------------ | ------------ | ------------ | ------------ | ------------ | ------------ | ------------ |
| 1930                       | не брала участі            | не брала участі            | не брала участі            | не брала участі            | не брала участі            | не брала участі            | не брала участі            | не брала участі            | –            | –            | –            | –            | –            | –            | –            |              |
| 1934                       | не кваліфікувалась         | не кваліфікувалась         | не кваліфікувалась         | не кваліфікувалась         | не кваліфікувалась         | не кваліфікувалась         | не кваліфікувалась         | не кваліфікувалась         | 2-е          | 2            | 0            | 0            | 2            | 1            | 11           |              |
| 1938                       | не кваліфікувалась         | не кваліфікувалась         | не кваліфікувалась         | не кваліфікувалась         | не кваліфікувалась         | не кваліфікувалась         | не кваліфікувалась         | не кваліфікувалась         | 2-е          | 1            | 0            | 0            | 1            | 1            | 2            |              |
| 1950                       | не кваліфікувалась         | не кваліфікувалась         | не кваліфікувалась         | не кваліфікувалась         | не кваліфікувалась         | не кваліфікувалась         | не кваліфікувалась         | не кваліфікувалась         | 2-е          | 2            | 0            | 1            | 1            | 3            | 7            |              |
| 1954                       | не кваліфікувалась         | не кваліфікувалась         | не кваліфікувалась         | не кваліфікувалась         | не кваліфікувалась         | не кваліфікувалась         | не кваліфікувалась         | не кваліфікувалась         | 2-е          | 2            | 0            | 1            | 1            | 1            | 9            |              |
| 1958                       | не кваліфікувалась         | не кваліфікувалась         | не кваліфікувалась         | не кваліфікувалась         | не кваліфікувалась         | не кваліфікувалась         | не кваліфікувалась         | не кваліфікувалась         | 3-є          | 4            | 1            | 1            | 2            | 4            | 7            |              |
| 1962                       | не кваліфікувалась         | не кваліфікувалась         | не кваліфікувалась         | не кваліфікувалась         | не кваліфікувалась         | не кваліфікувалась         | не кваліфікувалась         | не кваліфікувалась         | 2-е          | 4            | 1            | 1            | 2            | 9            | 7            |              |
| 1966                       | третє місце                | 3                          | 6                          | 5                          | 0                          | 1                          | 17                         | 8                          | 1-е          | 6            | 4            | 1            | 1            | 9            | 4            |              |
| 1970                       | не кваліфікувалась         | не кваліфікувалась         | не кваліфікувалась         | не кваліфікувалась         | не кваліфікувалась         | не кваліфікувалась         | не кваліфікувалась         | не кваліфікувалась         | 4-е          | 6            | 1            | 2            | 3            | 8            | 10           |              |
| 1974                       | не кваліфікувалась         | не кваліфікувалась         | не кваліфікувалась         | не кваліфікувалась         | не кваліфікувалась         | не кваліфікувалась         | не кваліфікувалась         | не кваліфікувалась         | 2-е          | 6            | 2            | 3            | 1            | 10           | 6            |              |
| 1978                       | не кваліфікувалась         | не кваліфікувалась         | не кваліфікувалась         | не кваліфікувалась         | не кваліфікувалась         | не кваліфікувалась         | не кваліфікувалась         | не кваліфікувалась         | 2-е          | 6            | 4            | 1            | 1            | 12           | 6            |              |
| 1982                       | не кваліфікувалась         | не кваліфікувалась         | не кваліфікувалась         | не кваліфікувалась         | не кваліфікувалась         | не кваліфікувалась         | не кваліфікувалась         | не кваліфікувалась         | 4-е          | 8            | 3            | 1            | 4            | 8            | 11           |              |
| 1986                       | груповий етап              | 17                         | 3                          | 1                          | 0                          | 2                          | 2                          | 4                          | 2-е          | 8            | 5            | 0            | 3            | 12           | 10           |              |
| 1990                       | не кваліфікувалась         | не кваліфікувалась         | не кваліфікувалась         | не кваліфікувалась         | не кваліфікувалась         | не кваліфікувалась         | не кваліфікувалась         | не кваліфікувалась         | 3-є          | 8            | 4            | 2            | 2            | 11           | 8            |              |
| 1994                       | не кваліфікувалась         | не кваліфікувалась         | не кваліфікувалась         | не кваліфікувалась         | не кваліфікувалась         | не кваліфікувалась         | не кваліфікувалась         | не кваліфікувалась         | 3-є          | 10           | 6            | 2            | 2            | 18           | 5            |              |
| 1998                       | не кваліфікувалась         | не кваліфікувалась         | не кваліфікувалась         | не кваліфікувалась         | не кваліфікувалась         | не кваліфікувалась         | не кваліфікувалась         | не кваліфікувалась         | 3-є          | 10           | 5            | 4            | 1            | 12           | 4            |              |
| 2002                       | груповий етап              | 21                         | 3                          | 1                          | 0                          | 2                          | 6                          | 4                          | 1-е          | 10           | 7            | 3            | 0            | 33           | 7            |              |
| 2006                       | четверте місце             | 4                          | 7                          | 4                          | 1                          | 2                          | 7                          | 5                          | 1-е          | 12           | 9            | 3            | 0            | 35           | 5            |              |
| 2010                       | 1/8 фіналу                 | 11                         | 4                          | 1                          | 2                          | 1                          | 7                          | 1                          | п-о          | 12           | 7            | 4            | 1            | 19           | 5            |              |
| 2014                       | груповий етап              | 18                         | 3                          | 1                          | 1                          | 1                          | 4                          | 7                          | п-о          | 12           | 8            | 3            | 1            | 24           | 11           |              |
| 2018                       | 1/8 фіналу                 | 13                         | 4                          | 1                          | 2                          | 1                          | 6                          | 6                          | 1-е          | 10           | 9            | 0            | 1            | 32           | 4            |              |
| 2022                       | чвертьфінал                |                            | 5                          | 3                          | 0                          | 2                          | 12                         | 6                          | п-о          | 10           | 7            | 2            | 1            | 22           | 7            |              |
| 2026                       | не визначено               | не визначено               | не визначено               | не визначено               | не визначено               | не визначено               | не визначено               | не визначено               | не визначено | не визначено | не визначено | не визначено | не визначено | не визначено | не визначено |              |
| Всього                     | третє місце                | 8/22                       | 35                         | 17                         | 6                          | 12                         | 61                         | 41                         |              | 154          | 87           | 36           | 31           | 295          | 150          |              |

### Чемпіонати Європи
| Чемпіонати Європи з футболу | Чемпіонати Європи з футболу | Чемпіонати Європи з футболу | Чемпіонати Європи з футболу | Чемпіонати Європи з футболу | Чемпіонати Європи з футболу | Чемпіонати Європи з футболу | Чемпіонати Європи з футболу | Чемпіонати Європи з футболу |       | кваліфікація | кваліфікація | кваліфікація | кваліфікація | кваліфікація | кваліфікація | кваліфікація |
| Рік                         | Раунд                       | Місце                       | І                           | В                           | Н                           | П                           | М+                          | М-                          | Місце | І            | В            | Н            | П            | М+           | М-           |              |
| --------------------------- | --------------------------- | --------------------------- | --------------------------- | --------------------------- | --------------------------- | --------------------------- | --------------------------- | --------------------------- | ----- | ------------ | ------------ | ------------ | ------------ | ------------ | ------------ | ------------ |
| 1960                        | не кваліфікувалась          | не кваліфікувалась          | не кваліфікувалась          | не кваліфікувалась          | не кваліфікувалась          | не кваліфікувалась          | не кваліфікувалась          | не кваліфікувалась          | 1/4   | 4            | 3            | 0            | 1            | 8            | 8            |              |
| 1964                        | не кваліфікувалась          | не кваліфікувалась          | не кваліфікувалась          | не кваліфікувалась          | не кваліфікувалась          | не кваліфікувалась          | не кваліфікувалась          | не кваліфікувалась          | Поп.  | 3            | 1            | 0            | 2            | 4            | 5            |              |
| 1968                        | не кваліфікувалась          | не кваліфікувалась          | не кваліфікувалась          | не кваліфікувалась          | не кваліфікувалась          | не кваліфікувалась          | не кваліфікувалась          | не кваліфікувалась          | 2-е   | 6            | 2            | 2            | 2            | 6            | 6            |              |
| 1972                        | не кваліфікувалась          | не кваліфікувалась          | не кваліфікувалась          | не кваліфікувалась          | не кваліфікувалась          | не кваліфікувалась          | не кваліфікувалась          | не кваліфікувалась          | 2-е   | 6            | 3            | 1            | 2            | 10           | 6            |              |
| 1976                        | не кваліфікувалась          | не кваліфікувалась          | не кваліфікувалась          | не кваліфікувалась          | не кваліфікувалась          | не кваліфікувалась          | не кваліфікувалась          | не кваліфікувалась          | 3-є   | 6            | 2            | 3            | 1            | 5            | 7            |              |
| 1980                        | не кваліфікувалась          | не кваліфікувалась          | не кваліфікувалась          | не кваліфікувалась          | не кваліфікувалась          | не кваліфікувалась          | не кваліфікувалась          | не кваліфікувалась          | 3-є   | 8            | 4            | 1            | 3            | 10           | 11           |              |
| 1984                        | 1/2                         | 3                           | 4                           | 1                           | 2                           | 1                           | 4                           | 4                           | 1-е   | 6            | 5            | 0            | 1            | 11           | 6            |              |
| 1988                        | не кваліфікувалась          | не кваліфікувалась          | не кваліфікувалась          | не кваліфікувалась          | не кваліфікувалась          | не кваліфікувалась          | не кваліфікувалась          | не кваліфікувалась          | 3-є   | 8            | 2            | 4            | 2            | 6            | 8            |              |
| 1992                        | не кваліфікувалась          | не кваліфікувалась          | не кваліфікувалась          | не кваліфікувалась          | не кваліфікувалась          | не кваліфікувалась          | не кваліфікувалась          | не кваліфікувалась          | 2-е   | 8            | 5            | 1            | 2            | 11           | 4            |              |
| 1996                        | 1/4                         | 5                           | 4                           | 2                           | 1                           | 1                           | 5                           | 2                           | 1-е   | 10           | 7            | 2            | 1            | 29           | 7            |              |
| 2000                        | 1/2                         | 3                           | 5                           | 4                           | 0                           | 1                           | 10                          | 4                           | 2-е   | 10           | 7            | 2            | 1            | 32           | 4            |              |
| 2004                        | фіналісти                   | 2                           | 6                           | 3                           | 1                           | 2                           | 8                           | 6                           | –     | –            | –            | –            | –            | –            | –            |              |
| 2008                        | 1/4                         | 7                           | 4                           | 2                           | 0                           | 2                           | 7                           | 6                           | 2-е   | 14           | 7            | 6            | 1            | 24           | 10           |              |
| 2012                        | 1/2                         | 3                           | 5                           | 3                           | 1                           | 1                           | 6                           | 4                           | п-о   | 10           | 6            | 2            | 2            | 27           | 14           |              |
| 2016                        | чемпіони                    | 1                           | 7                           | 3                           | 4                           | 0                           | 9                           | 5                           | 1-е   | 8            | 7            | 0            | 1            | 11           | 5            |              |
| 2020                        | 1/8                         | 13                          | 4                           | 1                           | 1                           | 2                           | 7                           | 7                           | 2-е   | 8            | 5            | 2            | 1            | 22           | 6            |              |
| 2024                        | 1/4                         | 8                           | 5                           | 2                           | 2                           | 1                           | 5                           | 3                           | 1-е   | 10           | 10           | 0            | 0            | 36           | 2            |              |
| Усього                      | 1 титул                     | 9/17                        | 44                          | 21                          | 12                          | 11                          | 61                          | 41                          |       | 125          | 76           | 26           | 23           | 252          | 109          |              |

### Ліга націй УЄФА
| Ліга націй УЄФА | Ліга націй УЄФА | Ліга націй УЄФА | Ліга націй УЄФА | Ліга націй УЄФА | Ліга націй УЄФА | Ліга націй УЄФА | Ліга націй УЄФА | Ліга націй УЄФА | Ліга націй УЄФА | Ліга націй УЄФА | Ліга націй УЄФА |
| Рік             | Ліга            | Група           | Місце           | І               | В               | Н               | П               | М+              | М-              | П/П             | Рей             |
| --------------- | --------------- | --------------- | --------------- | --------------- | --------------- | --------------- | --------------- | --------------- | --------------- | --------------- | --------------- |
| 2018—19         | A               | 3               | 1               | 4               | 2               | 2               | 0               | 5               | 3               | ▬               | 1-е             |
| 2020—21         | A               | 3               | 2               | 6               | 4               | 1               | 1               | 12              | 4               | ▬               | 5-е             |
| 2022—23         | A               | 2               | 2               | 6               | 3               | 1               | 2               | 11              | 3               | ▬               | 6-е             |
| 2024—25         | C               | 1               | 1               | 8               | 5               | 2               | 1               | 18              | 8               | ▬               | 1-е             |
| Усього          | Усього          | Усього          | Усього          | 24              | 14              | 6               | 4               | 46              | 18              |                 |                 |

### Поточний склад
Наступні 26 гравців були оголошені у списку збірної для участі у Євро-2024.
Вік гравців наведено на день початку змагання (14 червня 2024 року), дані про кількість матчів і голів — на 17 травня 2024 року.
| №  | Поз. | Гравець                     | Дата народження (вік)            | Ігри | Голи | Клуб                    |
| -- | ---- | --------------------------- | -------------------------------- | ---- | ---- | ----------------------- |
| 1  | ВР   | Руй Патрісіу                | 15 лютого 1988 (вік 36 років)    | 108  | 0    | Рома                    |
| 22 | ВР   | Діогу Кошта                 | 19 вересня 1999 (вік 24 роки)    | 20   | 0    | Порту                   |
| 12 | ВР   | Жозе Са                     | 17 січня 1993 (вік 31 рік)       | 1    | 0    | Вулвергемптон Вондерерз |
|    |      |                             |                                  |      |      |                         |
| 3  | ЗХ   | Пепе                        | 26 лютого 1983 (вік 41 рік)      | 136  | 8    | Порту                   |
| 13 | ЗХ   | Данілу Перейра              | 9 вересня 1991 (вік 32 роки)     | 71   | 2    | Парі Сен-Жермен         |
| 4  | ЗХ   | Рубен Діаш                  | 14 травня 1997 (вік 27 років)    | 54   | 2    | Манчестер Сіті          |
| 20 | ЗХ   | Жуан Канселу                | 27 травня 1994 (вік 30 років)    | 51   | 10   | Барселона               |
| 2  | ЗХ   | Нелсон Семеду               | 16 листопада 1993 (вік 30 років) | 28   | 0    | Вулвергемптон Вондерерз |
| 19 | ЗХ   | Нуну Мендіш                 | 19 червня 2002 (вік 21 рік)      | 20   | 0    | Парі Сен-Жермен         |
| 5  | ЗХ   | Діогу Дало                  | 18 березня 1999 (вік 25 років)   | 17   | 2    | Манчестер Юнайтед       |
| 24 | ЗХ   | Антоніу Сілва               | 30 жовтня 2003 (вік 20 років)    | 9    | 0    | Бенфіка                 |
| 14 | ЗХ   | Гонсалу Інасіу              | 25 серпня 2001 (вік 22 роки)     | 6    | 2    | Спортінг (Лісабон)      |
|    |      |                             |                                  |      |      |                         |
| 8  | ПЗ   | Бруну Фернандіш             | 8 вересня 1994 (вік 29 років)    | 64   | 20   | Манчестер Юнайтед       |
| 18 | ПЗ   | Рубен Невіш                 | 13 березня 1997 (вік 27 років)   | 46   | 0    | Аль-Гіляль (Ер-Ріяд)    |
| 6  | ПЗ   | Жуан Пальїнья               | 9 липня 1995 (вік 28 років)      | 25   | 2    | Фулгем                  |
| 16 | ПЗ   | Матеуш Нуньєш               | 27 серпня 1998 (вік 25 років)    | 12   | 2    | Манчестер Сіті          |
| 23 | ПЗ   | Вітінья                     | 13 лютого 2000 (вік 24 роки)     | 15   | 0    | Парі Сен-Жермен         |
| 15 | ПЗ   | Жуан Невіш                  | 27 вересня 2004 (вік 19 років)   | 5    | 0    | Бенфіка                 |
|    |      |                             |                                  |      |      |                         |
| 7  | НП   | Кріштіану Роналду (капітан) | 5 лютого 1985 (вік 39 років)     | 206  | 128  | Ан-Наср (Ер-Ріяд)       |
| 10 | НП   | Бернарду Сілва              | 10 серпня 1994 (вік 29 років)    | 88   | 11   | Манчестер Сіті          |
| 11 | НП   | Жуан Фелікс                 | 10 листопада 1999 (вік 24 роки)  | 37   | 7    | Барселона               |
| 21 | НП   | Діогу Жота                  | 4 грудня 1996 (вік 27 років)     | 36   | 12   | Ліверпуль               |
| 17 | НП   | Рафаел Леао                 | 10 червня 1999 (вік 25 років)    | 24   | 4    | Мілан                   |
| 9  | НП   | Гонсалу Рамуш               | 20 червня 2001 (вік 22 роки)     | 11   | 8    | Парі Сен-Жермен         |
| 25 | НП   | Педру Нету                  | 9 березня 2000 (вік 24 роки)     | 5    | 1    | Вулвергемптон Вондерерз |
| 26 | НП   | Франсішку Консейсан         | 14 грудня 2002 (вік 21 рік)      | 1    | 0    | Порту                   |

## Форма
| 1966 Домашня | 1966 Гостьова | 1984 Домашня | 1986 Домашня | 1986 Гостьова | 1996 Домашня | 1996 Гостьова |  |

| 1998 Домашня | 1998 Гостьова | 2000 Домашня | 2000 Гостьова | 2002 Домашня | 2002 Гостьова | 2004 Домашня |  |

| 2004 Гостьова | 2006 Домашня | 2006 Гостьова | 2008 Домашня | 2008 Гостьова | 2010 Домашня | 2010 Гостьова |  |

| 2012 Домашня | 2012 Гостьова | 2013 Гостьова | 2014 Домашня | 2014 Гостьова | 2015 Гостьова | 2016 Домашня |  |

| 2016 Гостьова |

## Матчі зУкраїною
| Дата             | Турнір   | Місце проведення | Господарі  | Рахунок | Гості      | Голи господарів           | Голи гостей           |
| ---------------- | -------- | ---------------- | ---------- | ------- | ---------- | ------------------------- | --------------------- |
| 5 жовтня 1996    | КЧС-1998 | Київ             | Україна    | 2:1     | Португалія | Попов 3'; Максимов 87'    | Жуан Вієйра Пінту 83' |
| 9 листопада 1996 | КЧС-1998 | Порту            | Португалія | 1:0     | Україна    | Фернанду Коуту 57'        |                       |
| 22 березня 2019  | ВЧЄ 2020 | Лісабон          | Португалія | 0:0     | Україна    |                           |                       |
| 14 жовтня 2019   | ВЧЄ 2020 | Київ             | Україна    | 2:1     | Португалія | Яремчук 6', Ярмоленко 27' | Роналду 73' (пен.)    |